# Jaciment arqueològic de Roquizal del Rullo
El jaciment arqueològic del Roquissal del Rullo (algunes vegades referenciat en castellà com "Roquizal del Rullo") és un lloc arqueològic on es poden trobar vestigis de la cultura de Hallstatt, cultura arqueològica pertanyent a l'edat de Bronze final i la I Edat del Ferro, que està emparentada amb la cultura dels camps d'urnes.

## Ubicació
Aquest jaciment es troba a 4 quilòmetres del nucli urbà de Favara, localitat i municipi situat a la Franja, a la comarca del Baix Aragó-Casp, i que és considerat el més important jaciment de l'Edat del Ferro dels situats en la comunitat autònoma d'Aragó.

## Característiques
- Situació: Moleta d'arenisca
- Context: Bronze Final.

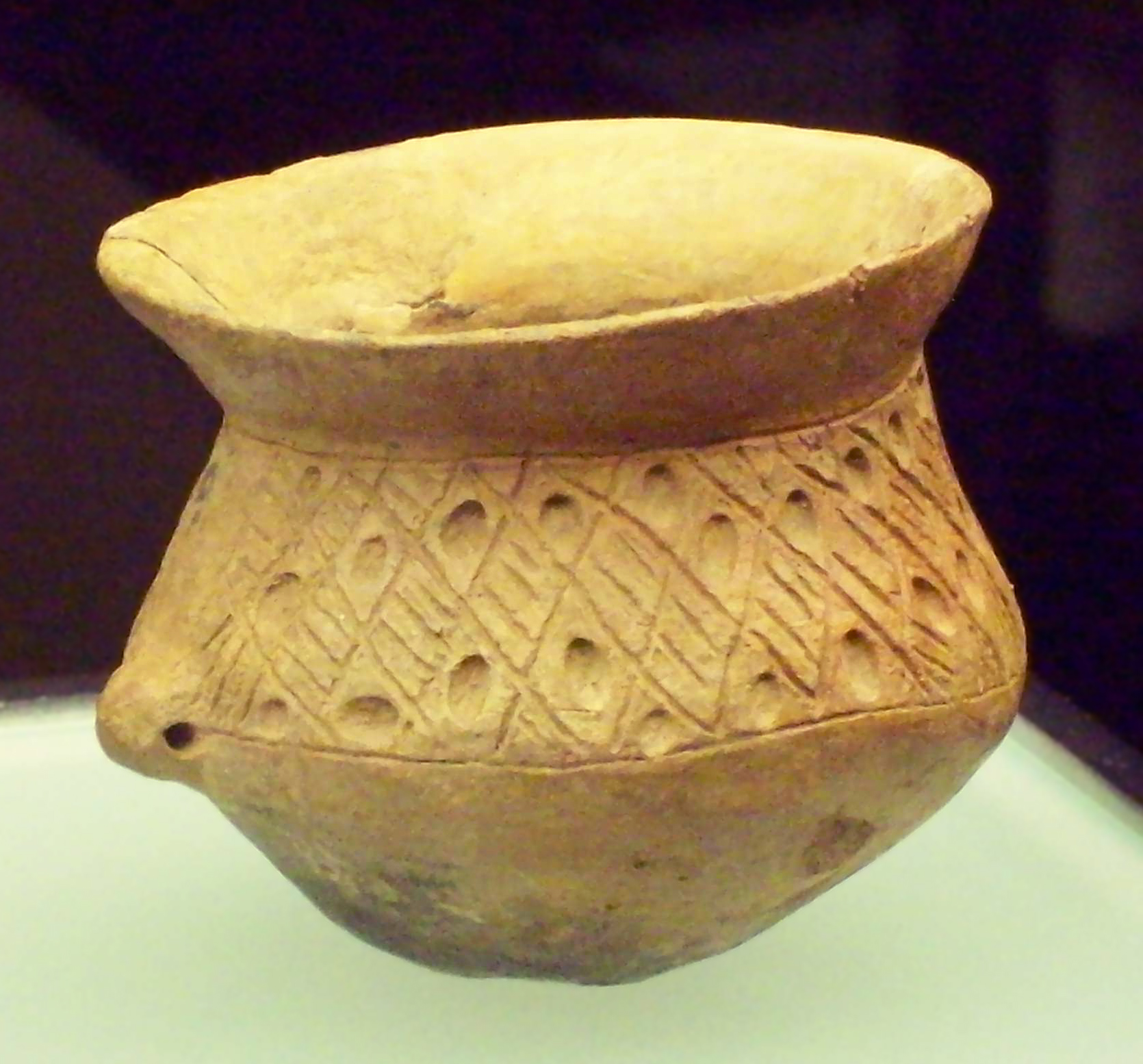
El vas prehistòric de Fabara exposat en el Museu Arqueològic Nacional d'Espanya és un objecte procedent del jaciment arqueològic del Roquissal del Ruyo.

- Estil: Edat del Ferro I, cultura dels camps d'urnes, cultura de Hallstatt.[1]
- Extensió: 2200 m².
- Composició: poblat amb 16 cases.
- Troballes: Recipients ceràmics, morillos, pesos de teler, peces de bronze, motlles per a fondre, fíbula de colze, braçalet.
- Coordenadas  41°09′21″N 0°12′29″E